# Miagrammopes brasiliensis
Miagrammopes brasiliensis là một loài nhện trong họ Uloboridae.
Loài này thuộc chi Miagrammopes. Miagrammopes brasiliensis được Carl Friedrich Roewer miêu tả năm 1951.